# Pålsundsparken

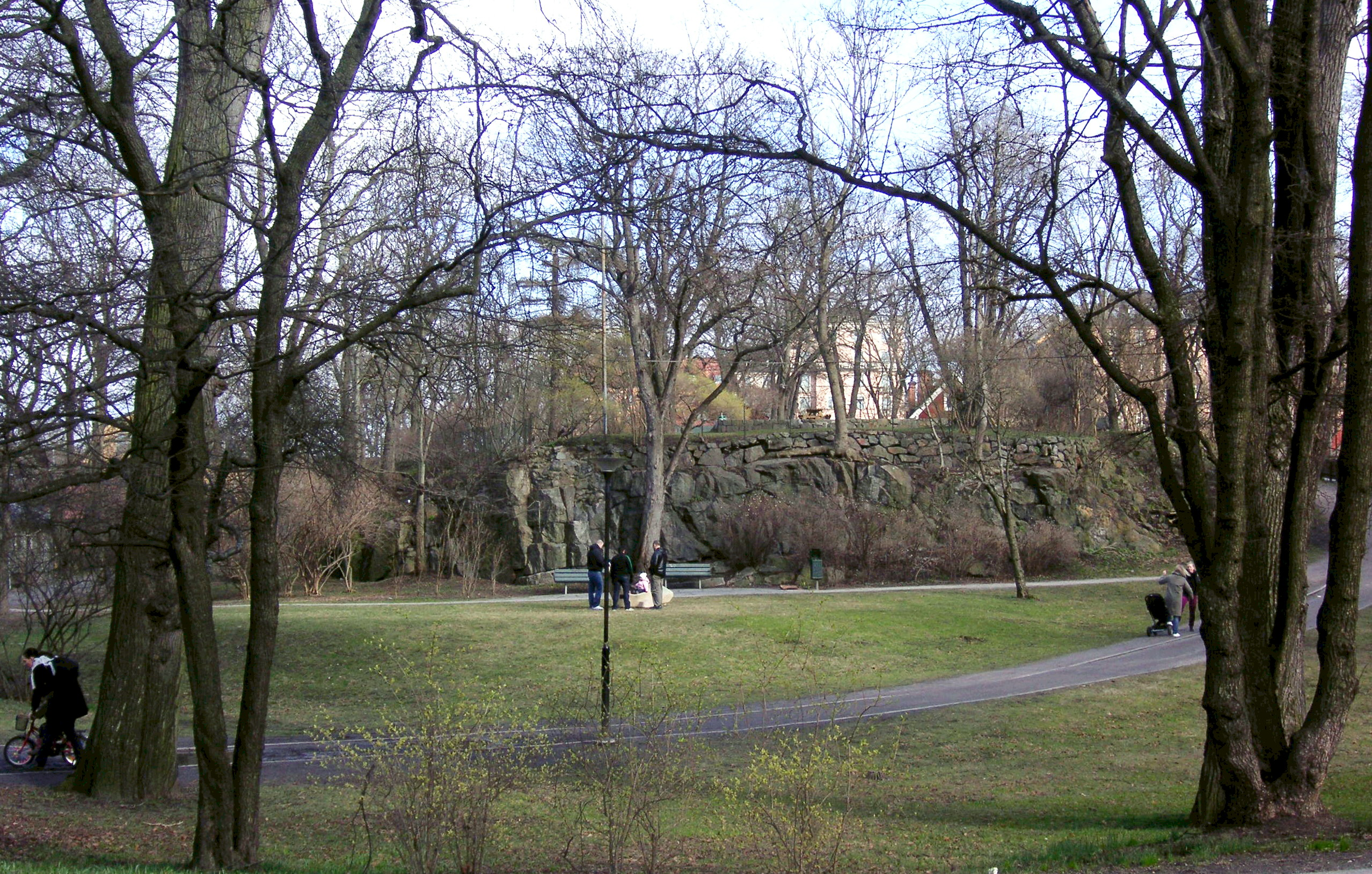
Pålsundsparken, mars 2008.

Pålsundsparken är en långsmal park, parallellt med Söder Mälarstrand i närheten av Långholmen och Pålsundet på Södermalm i Stockholm. 

## Beskrivning

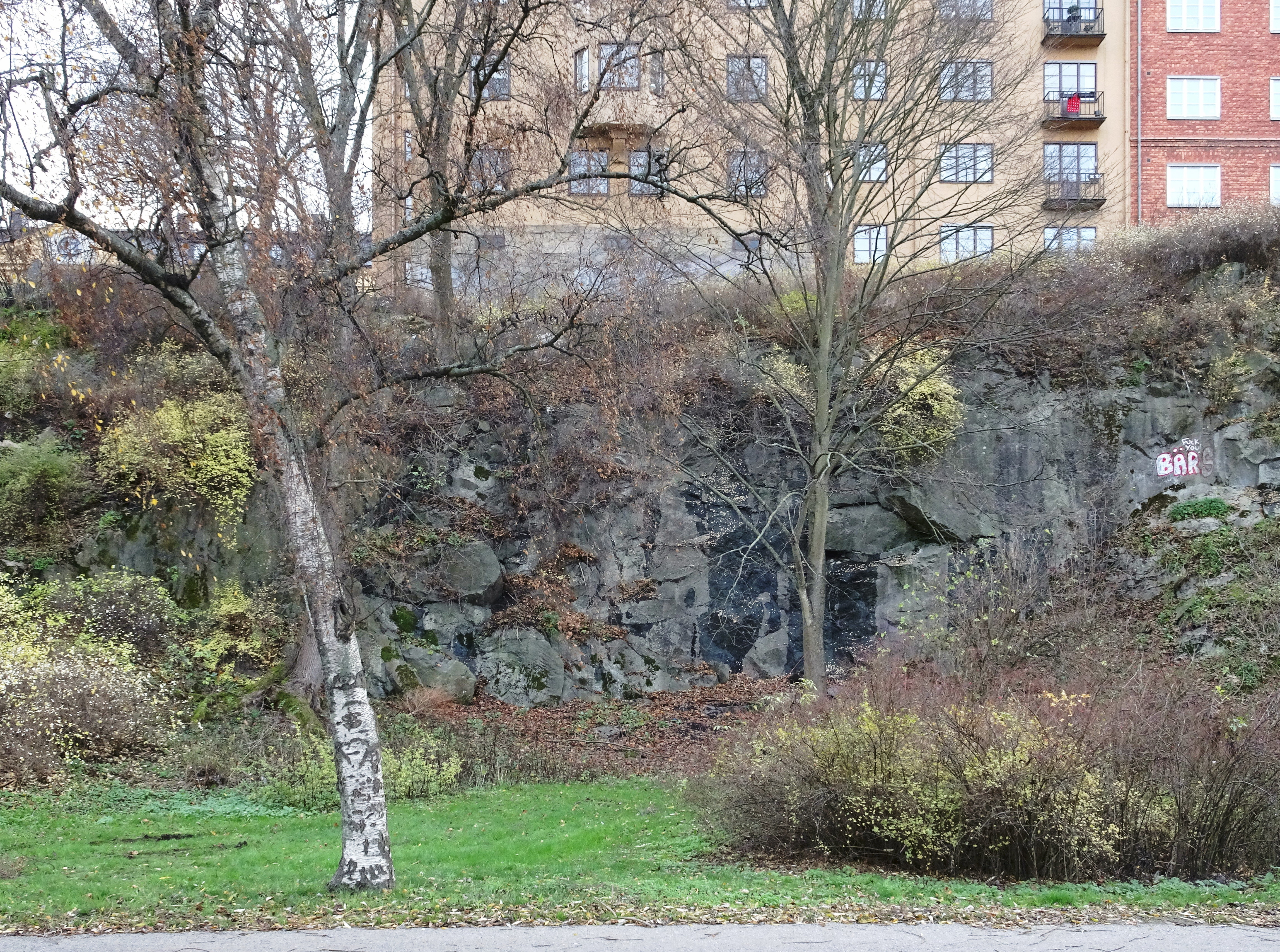
Det gamla stenbrottet.

Pålsundsparken sträcker sig ungefär 1 000 meter från Eolsgatan till Reimersholmsbron. Parken började anläggas 1911 och arbetena blev inte klara förrän 1932. Arbetena började i parkens ostligaste delar och fortsatte sedan under de följande åren i området kring stenbrottet norr om Pålsundsberget, den så kallade ”grottan”. Stenbrottet anlades 1830 för tillverkning av stadens gatsten. 1846 arbetade här 24 fångar från Långholmsfängelset. Man sprängde loss stenen som togs över till fängelset och bearbetades där till gatsten av fångar. Spår efter stenbrytningen syns fortfarande idag.
År 1913 utplanterades bland annat ett fyrtiotal björkar, drygt 400 prydnadsväxter och 160 barrväxter och året därpå såddes gräs i området mellan ”grottan” och Pålsundsgatan. Åren 1916–1917 och 1919–1920 förstärktes stranden utmed Pålsundet mellan Pålsundsbron och Långholmsbron. År 1923 färdigställdes en stentrappa från Eolsgatan ner till Söder Mälarstrand. Man anlade även en blomstergård med sittplatser i korsningen mellan Heleneborgsgatan och Långholmsgatan år 1942. 
På 1910-talet kallades parkområdet för Heleneborgsparken, ett namn som behölls fram till 1933, då det ändrades till Pålsundsparken. Längre fram inkluderades även parkområdet väster om Västerbron i begreppet Pålsundsparken.
Tidigare fanns här en offentlig parklek som det idag (2007) bara finns grundspår efter, vilket också gäller för en numera omplacerad staty, Valfisken. Lasse i Parken driver ett sommarcafé i Pålsundsparken sedan 1987. Verksamheten är inhyst i en byggnad från 1730, ursprungligen ett gammalt torp som också tjänat som bland annat krog, ölcafé och daghem.
Pålsundsberget ligger i parkens mellersta del, mellan Söder Mälarstrand och fastigheterna Heleneborgsgatan 10 och 12. Berget är formellt en del av Pålsundsparken. Den 6 november 1997 beslutade Länsstyrelsen att Pålsundsberget skulle lagskyddas som naturminne på grund av sina geologiska och botaniska naturvärden. Berget är ett av två naturminnen i Stockholms stad. Det andra är ett flyttblock i Vårberg.

## Bilder

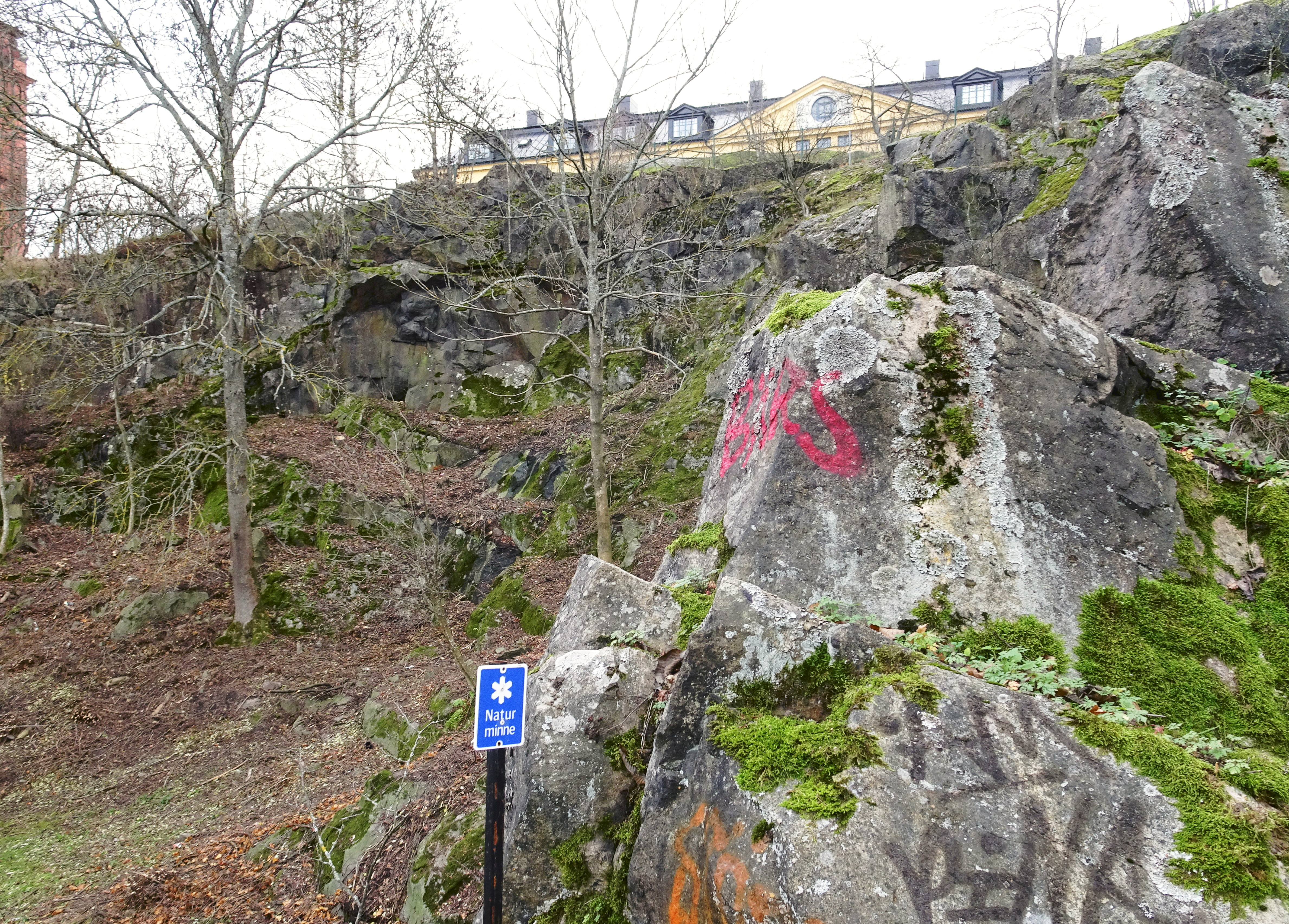
Pålsundsberget.
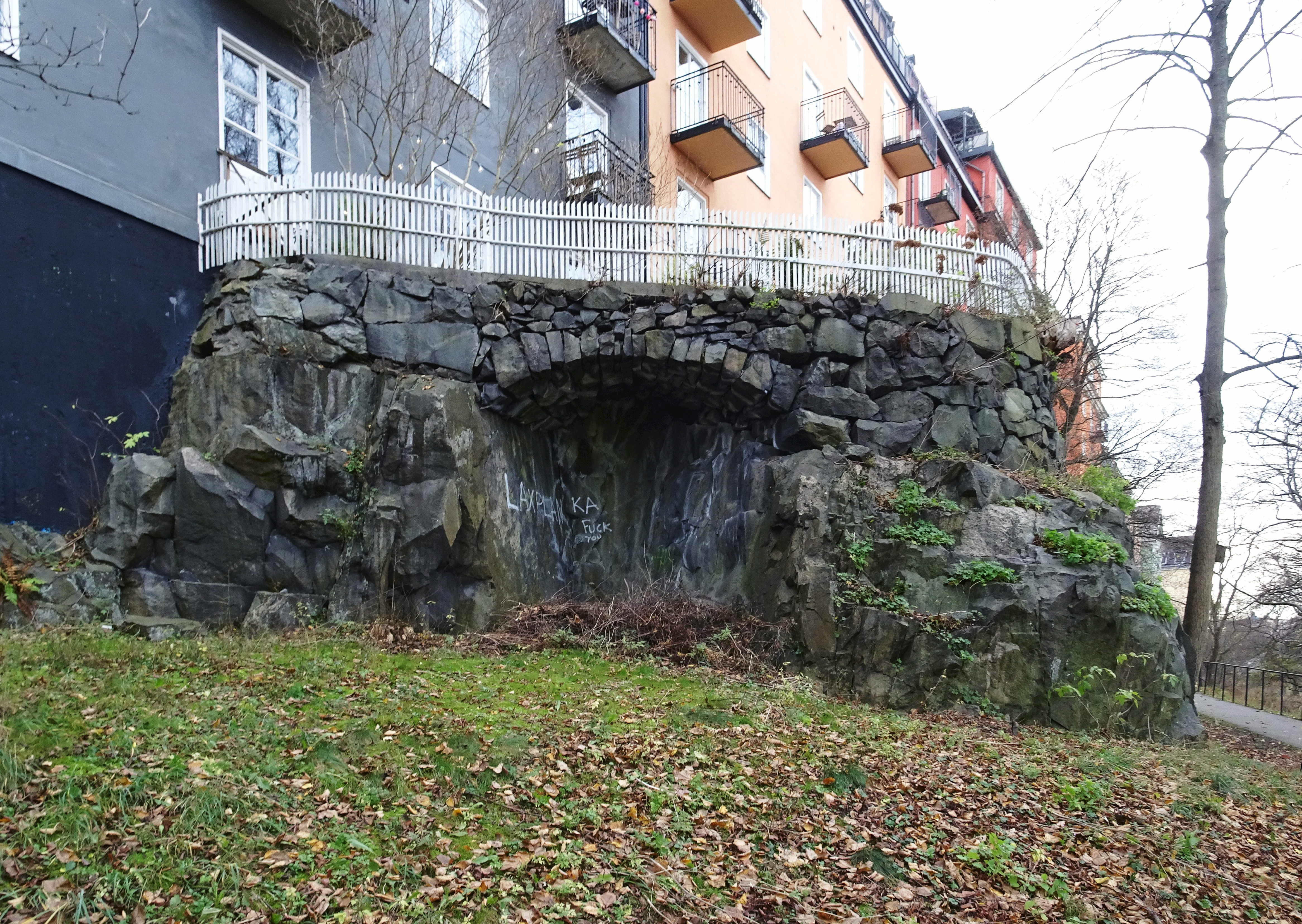
"Grottan".
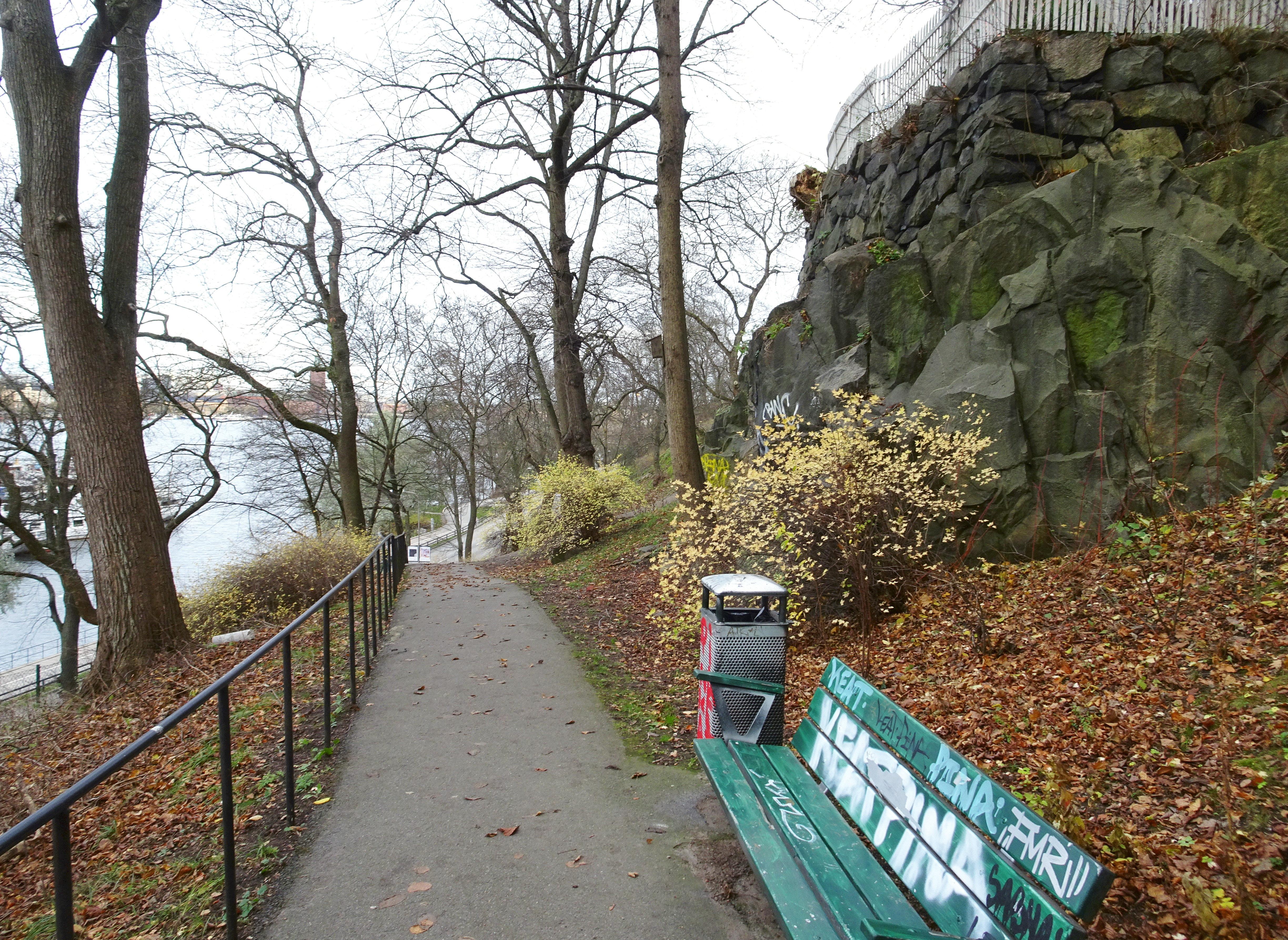
Ovanför Söder Mälarstrand.
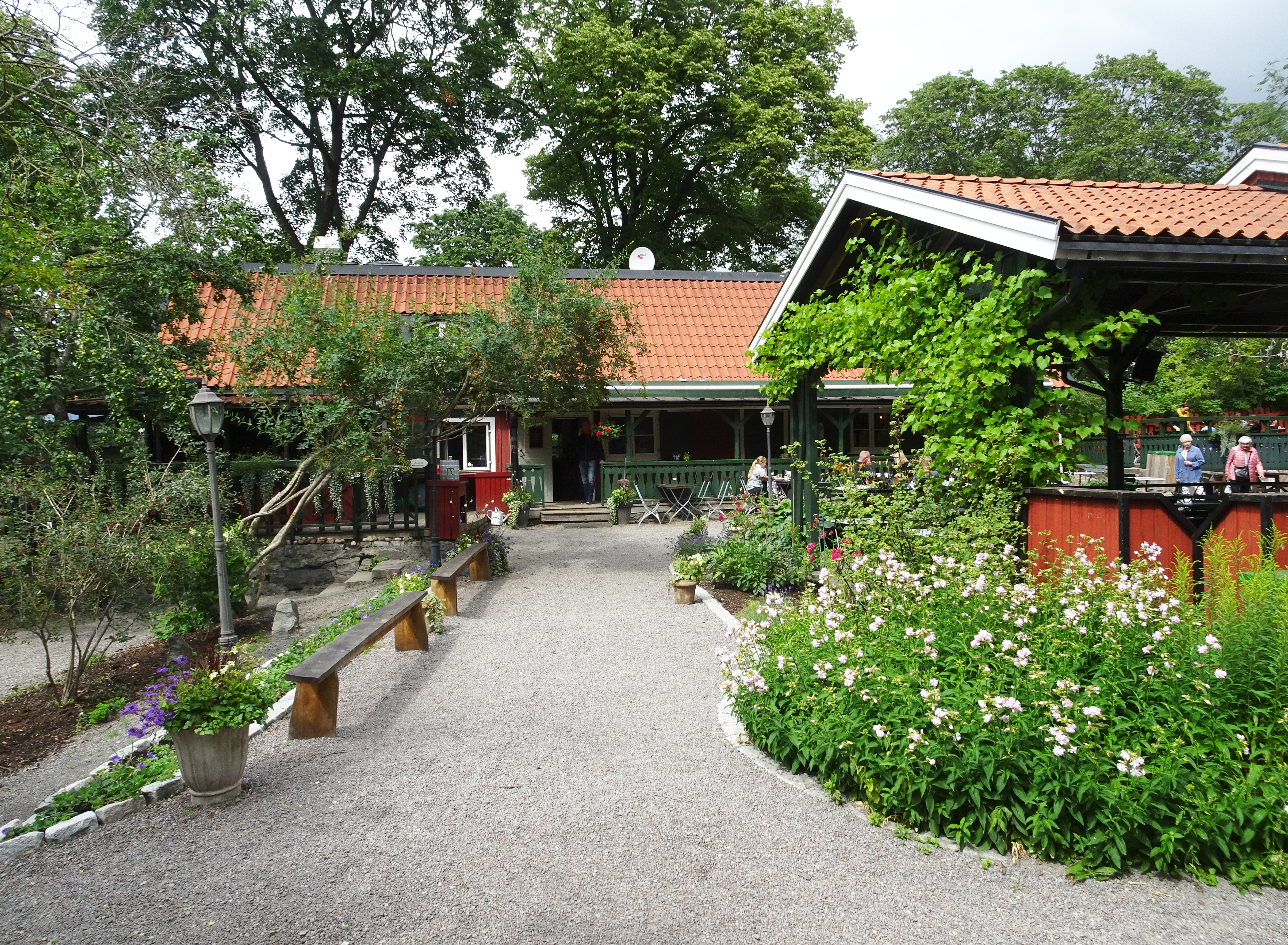
Sommarcaféet "Lasse i Parken".
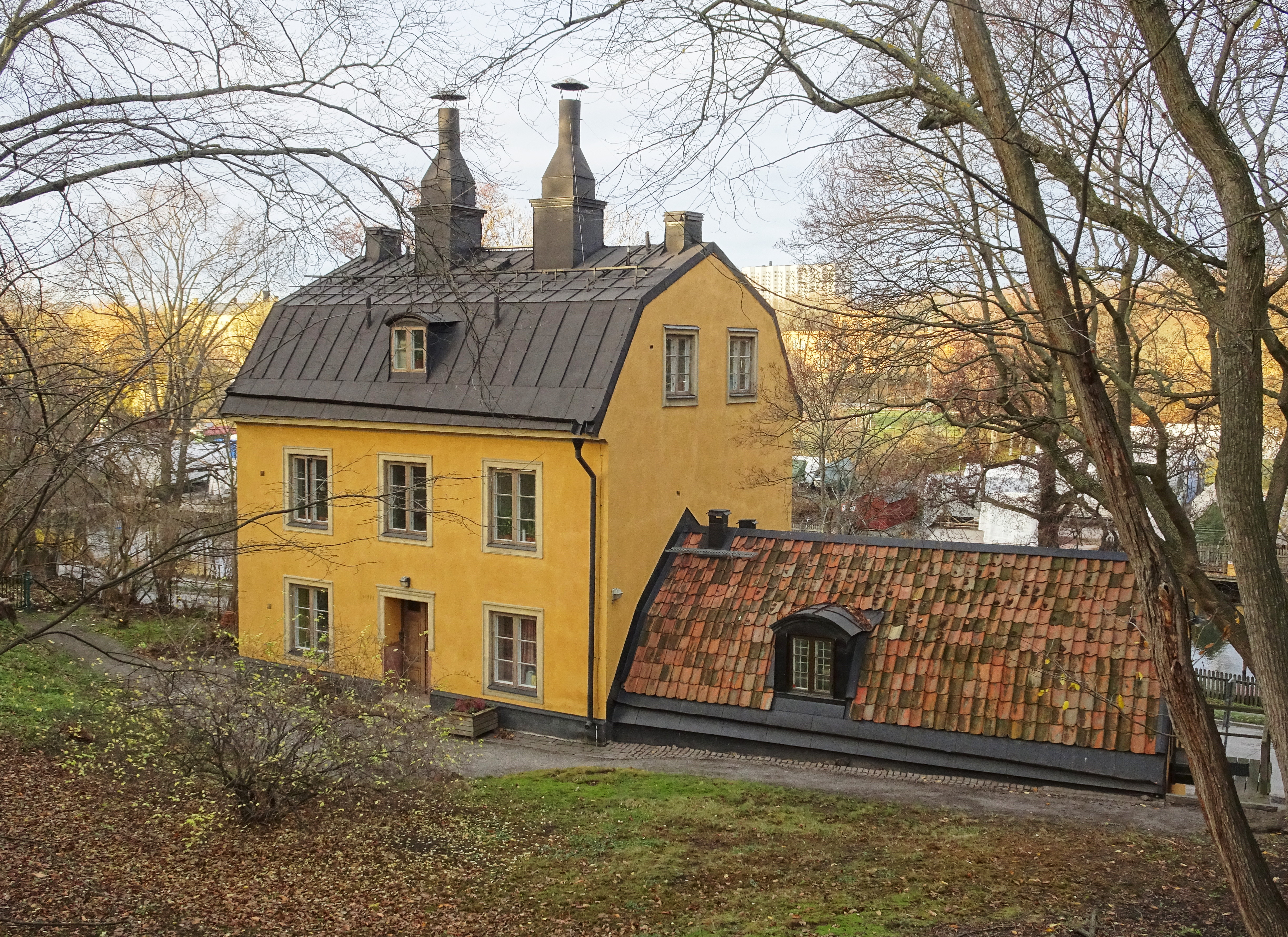
Fastigheten Lorensberg 1.